# انتشارات دانشگاه شیکاگو
انتشارات دانشگاه شیکاگو (انگلیسی: University of Chicago Press) یکی از قدیمی‌ترین نشرهای دانشگاهی ایالات متحده آمریکاست. این انتشارات توسط دانشگاه شیکاگو اداره می‌شود و طیف وسیعی از عناوین دانشگاهی از جمله شیوه‌نامه شیکاگو، چندین مجله دانشگاهی و رساله‌های پیشرفته در زمینه‌های دانشگاهی منتشر می‌کند. 